# Wheaton (Minnesota)
Wheaton település az Amerikai Egyesült Államok Minnesota államában, Traverse megyében, melynek megyeszékhelye is. Lakosainak száma 1460 fő (2020. április 1.).

## Népesség
A település népességének változása:

| 2010 | 1 424 |
| 2020 | 1 460 |